# Town (Soufrière)
Town es una localidad de Santa Lucía que forma parte del distrito de Soufrière.